# Goodbye, Columbus
Goodbye, Columbus ist ein Kurzroman des jüdisch-amerikanischen Schriftstellers Philip Roth, der nach der Erstveröffentlichung 1958 in The Paris Review zusammen mit fünf weiteren Erzählungen in die Sammlung Goodbye, Columbus and Five Short Stories im Bostoner Houghton Mifflin Verlag 1959 aufgenommen wurde.
Die deutsche Erstausgabe erschien 1962 in der Übersetzung von Herta Haas unter dem Titel Goodbye, Columbus. Ein Kurzroman und fünf Stories im Rowohlt Verlag, Reinbek bei Hamburg.

## Inhaltsangabe
In Goodbye, Columbus erzählt der Ich-Erzähler und Protagonist Neil Klugman von der Liebe eines Sommers. Wie Roth selbst aus einer kleinbürgerlichen jüdischen Familie in Newark stammend, verliebt er sich in Brenda, die Tochter einer reichen jüdischen Familie aus dem Villenvorort Short Hills. Er verkehrt im Haus von Brendas Eltern und wird von diesen eingeladen, dort seine Ferien zu verbringen. Der anfängliche Flirt zwischen Neil und Brenda wird auf beiden Seiten zur echten Liebe.
Am Ende der Sommerferien wird die Hochzeit von Brendas Bruder Ron gefeiert; Brenda und Neil gelten bereits als das nächste Paar. Neil kann sich jedoch nicht dazu durchringen, Brenda zu fragen, ob sie seine Frau werden möchte. Stattdessen bedrängt er sie, sich ein Pessar zu kaufen.
Nach dem Ferienende kehrt Neil zu seinem Arbeitsplatz in der Stadtbibliothek von Newark zurück, Brenda zu ihrem College nach Boston. Bei einem Besuch Brendas in Boston zu Rosch ha-Schana, dem jüdischen Neujahrstag, erfährt Neil, dass Mrs. Patimkin, Brendas Mutter, das Pessar ihrer Tochter entdeckt hat und darüber schockiert ist. Brenda glaubt, sich zwischen Neil und ihrer Familie entscheiden zu müssen, und entschließt sich, die Beziehung zu Neil zu beenden.
Als Neil nach der Trennung sein Spiegelbild in einem Fenster sieht, fragt er sich: „Was hatte in mir den Eroberungstrieb in Liebe verwandelt und dann dieses Gefühl in ein anderes verkehrt? Was hatte Gewinn in Verlust und Verlust – wer weiß – in Gewinn verwandelt?“ Auf diese Frage kann er sich selbst allerdings keine Antwort geben; er ist sich jedoch sicher, dass er Brenda geliebt hat, sie nun aber nicht länger lieben kann.

## Interpretationsansatz
Roth geht es in Goodbye, Columbus neben der Auseinandersetzung mit dem amerikanischen Judentum und der Frage nach dem Verhältnis zur jüdischen Tradition ebenso um die Verarbeitung seiner eigenen autobiografisch geprägten Empfindungen und den „Abschied von der Utopie des «American Dream»“.
Der Ich-Erzähler und Protagonist Neil Klugman sieht seinen Rückzug in ein authentisches, vielleicht perspektivloses Leben, das seine Trennung von der selbstbewussten, aus wohlhabendem Elternhaus stammenden Studentin Brenda Patimkin am Ende bedeutet, als Ausdruck seines starken Freiheitsstrebens. Neben der Personifizierung des in der amerikanischen Weltanschauung fest verwurzelten Individualismusgedankens, der in der Tradition des unabhängigen, völlig auf sich selbst gestellten Helden beispielsweise in den Werken von Ralph Waldo Emerson oder Henry David Thoreau zum Ausdruck kommt, reflektiert der zunehmend satirisch geprägte Blick Neils auf das Philistertum der neureichen Welt der Patimkins zugleich auch Roths kompromisslose Kritik an der amerikanischen Konsumgesellschaft.
Für Brendas Vater, einen zielstrebigen, ungebildeten jüdischen Geschäftsmann, der es während des Krieges mit der Herstellung von Spülsteinen zu Reichtum gebracht hat, erfüllt sich den Traum vom Exodus aus Newark in die gehobene Vorstadtwelt der Country Clubs; zum Zeichen der erfolgreichen Amerikanisierung finanziert er seinen Kindern die operative Begradigung ihrer Nasen. Saul Bellow, der Roth 1957 während eines Schreibseminars an der Universität von Chicago kennenlernte, sieht hier Roths eigentliches Thema: das „komfortable, paradoxe Leben der Juden im wohlhabenden Nachkriegsamerika“.
Als Nachkomme jüdischer Einwanderer, dessen in Newark lebende Familie noch der Alten Welt verhaftet ist, verkörpert Neil jedoch seinerseits „einen erwartungsvollen Glücksritter, der einen angesehenen Platz in der amerikanischen Gesellschaft für sich zu erobern sucht“, ähnlich der Position, wie sie die Patimkins bereits einnehmen. Mit Neils Aufbruch in die neue Welt und seiner schließlichen Umkehr versucht Roth zugleich, das vermeintliche Paradies von Short Hills und den oberflächlichen Materialismus der Patimkins als glücklose Selbstentfremdung zu demaskieren bzw. zu entmythologisieren.
Dabei wirft Roth in Goodbye, Columbus ebenso wie in Portnoy’s Complaint an zentraler Stelle immer wieder die Problematik des richtigen oder falschen Handelns auf. Die Frage ist, ob das als gut oder richtig zu betrachten ist, was durch das Elternhaus an Religion oder Sitte vermittelt wird, oder aber das, was der Einzelne im Prozess der Selbstfindung als seine eigene Identität versteht. So ist in Goodbye, Columbus beispielsweise die Frage der Legitimität des vorehelichen Verkehrs nur vordergründig; es geht im eigentlichen Kern um die Frage nach der Gültigkeit überlieferter Normen und Werte schlechthin. Wie in anderen Werken Roths gibt es keine eindeutige Antwort; Brenda und Neil vertreten unterschiedliche Auffassungen. Während Brenda sich zunächst dem elterlichen Gesetz unterwirft, ist Neil in ähnlicher Weise wie Alexander Portnoy dazu nicht bereit.
Brenda als seine Frau zu gewinnen, würde für Neil bedeuten, an dem materiellen Reichtum der Patimkins teilzuhaben. So deutet Mr. Patimkin mehrfach an, dass es für seinen Schwiegersohn noch eine Aufgabe in seinem Betrieb gäbe. Neil würde jedoch nicht in der Welt der Patimkins leben können, wie er sie in der Familie der Eltern und Rons kennengelernt hat.
Deren Leben ist allein durch den Erwerb und den Genuss von Wohlstand und Reichtum geprägt, wie dies deutlich in der Schilderung der Essgewohnheiten der Familie zum Ausdruck kommt: „Bei Tisch wurde nicht viel gesprochen; man aß hingebungsvoll, ernsthaft und methodisch, und ich halte es für besser, alles was die Patimkins sagten, hintereinander wiederzugeben, ohne zu berücksichtigen, dass Sätze beim Herumreichen der Speisen verloren gingen, dass man Worte beim Kauen halb verschluckte, dass die Syntax beim Auffüllen, Verschütten und Schlingen verstümmelt wurde oder ganz in Vergessenheit geriet.“
In einer derartigen Atmosphäre kommt ein intelligentes Gespräch – es sei denn, es geht um Geschäftliches – nicht zustande.
Auch die Liebe der Eltern erschöpft sich weitgehend in materiellen Zuwendungen; so heißt es beispielsweise gleich zu Beginn eines Briefes von Mr. Patimkin an seine Tochter: „Ich hab dich lieb Schatz wenn du einen Mantel haben willst kauf ich dir einen Mantel. Du hast immer alles haben können was du wolltest. [sic]“
In ähnlicher Weise äußert sich auch Brendas Mutter in einem Brief an ihre Tochter: „Du hast Dich Deiner Familie entfremdet, obwohl wir dich in die besten Schulen geschickt und Dir auch sonst das Beste gegeben haben, was man mit Geld kaufen kann. [sic]“
Neil verabscheut zwar die Lebensweise der Patimkins, verfällt jedoch der Versuchung ihres Wohlstandsdenkens.
Während er in New York auf Brenda wartet, betet er in der kühlen Atmosphäre von St. Patrick: „Gott, sagte ich, ich bin dreiundzwanzig Jahre alt. Ich möchte alles so gut wie möglich machen. Eben jetzt vermählt der Arzt Brenda mit mir [d. h., der Arzt passt ihr in diesem Augenblick den Pessar an], und ich bin nicht ganz sicher, dass es zu ihrem und meinem Besten ist. Was liebe ich eigentlich, Herr? […] Wenn wir dir überhaupt begegnen, Gott, dann deshalb, weil wir fleischlich und besitzgierig sind und dadurch Teil deiner selbst. […] Ich bin besitzgierig. Wohin führt mich nun meine Gier? […] Um welchen Preis erkenne ich dich? Es war eine geistreiche Meditation, und plötzlich schämte ich mich“.
Neil weiß indes um die Antwort, die er auf ein solches Gebet zu erwarten hat: „Was glaubst du wohl, um welchen Preis, Schmock? Goldenes Essgeschirr, Sportartikelbäume, Nektarinen, Müllschlucker, höckerlose Nasen, Patimkin-Waschbecken, Bonwit-Teller … […] Und Gott lachte nur, der Clown.“
Der Gott, den Neil hier anbetet, ist, wie Link in seiner Interpretation ausführt, „ein Gott der fleischlichen Lust und der des Goldenen Kalbs“; nicht Gott, sondern Neil selbst macht sich damit zum Clown.
Auch wenn Neil immaterielle, geistige Werte in der Welt der Patimkins vermisst, so hat er selbst kaum eigene gefunden. Zwar versucht er, dem Überkommenen zu widerstehen, weiß jedoch nicht, wohin ihn sein Weg führen wird. Dies wird beispielsweise deutlich, als Neil den Abschiedsgruß der Studenten der Ohio State University in Columbus, Ohio, zum ersten Mal auf einer Platte Rons hört. Ron spielt die Platte Neil noch einmal am Tag vor seiner Hochzeit vor; für Ron symbolisiert dies den Abschied von seiner Jugend; sein Weg ist vorgezeichnet: Ehe und Geschäft.
Während Neil die Platte hört, träumt er, dass er zusammen mit einem kleinen Negerjungen auf einem Schiff an der Küste einer Pazifikinsel stehe. Während die Eingeborenenmädchen „Goodbye, Columbus“ singen, treibt das Schiff von der Insel ab. Neil hatte den Negerjungen in der Bibliothek in Newark getroffen, wo dieser Südseebilder Gauguins bewunderte. Für Neil geht es darum, sich von einer Traumwelt zu verabschieden. Wie Link in seiner Deutung schreibt, führt Neil seine Fahrt als Columbus nicht in die Arme Brendas. Diese ist zu sehr Teil einer Welt, die ihm innerlich fremd ist.
Seine Selbstfindung steht ihm jedoch noch bevor; dies gelingt ihm aber nicht in der reinen Ablehnung vorgegebener Werte, sondern allein in der Auseinandersetzung mit ihnen. Neil ist der durch die Südseewelt verkörperten jugendlichen Vorstellungswelt noch zu sehr verhaftet, um einer solchen Auseinandersetzung bereits gewachsen zu sein. Die Auseinandersetzung mit den in Brendas Familie gewonnenen Erfahrungen wird jedoch zu einem Teil seiner noch ausstehenden Selbstfindung.
Die Werte, mit denen Neil sich auseinandersetzen muss, begegnen ihm in der Form jüdischer Überlieferung und Tradition; Goodbye, Columbus wird in dieser Weise zu einer „jüdischen Geschichte“. Die Akzeptanz oder Ablehnung dieser tradierten jüdischen Normen und Werte ist Teil des Prozesses der Assimilation Neils bzw. des Findens seiner neuen Identität.
Die in Goodbye, Columbus zugleich thematisierte Abkehr von der orthodox-jüdischen Religion wird dabei von Roth bereits durch den Titel auf die amerikanische Gesellschaft insgesamt ausgeweitet. Die von Roth aufgeworfene Frage des moralisch verantwortlichen Verhaltens bzw. Fehlverhaltens des Individuums in Goodbye, Columbus betrifft die amerikanische Lebenswirklichkeit als ganze, in der die mit Kolumbus’ Entdeckung verbundenen Wertvorstellungen ihre Bedeutung verloren haben. Die teilweise satirisch-komische Perspektive von Roth in Goodbye, Columbus spiegelt jedoch ebenso seine hoffnungsvolle Überzeugung, dass das individuelle, ethnische, religiöse oder nationale Fehlverhalten korrigiert werden kann.

## Rezeption
In der literaturkritischen Rezeption wurde Goodbye, Columbus zunächst als zu wirklichkeitsnah bzw. zu profan abgetan und der distanzierte und ironische Ton des Ich-Erzählers bemängelt, der den Leser letztlich unbeteiligt lasse.
1960 gewann Goodbye, Columbus jedoch den National Book Award und machte Roth als jungen, aufstrebenden Autor in weiteren Kreisen bekannt.
In nachfolgenden literaturwissenschaftlichen Analysen wird spätestens seit Beginn der 70er Jahre zunehmend darauf hingewiesen, dass Roth mit Goodbye, Columbus beginne, einen eigenen Stil zu entwickeln, der in der amerikanischen Literatur beispiellos sei und keinesfalls der Prosa Bellows oder Salingers nachstehe.
Neben Saul Bellow selbst hoben angesehene Literaturwissenschaftler und -kritiker wie Irving Howe oder Alfred Kazin anerkennend Roths präzise Schilderung der Lebensverhältnisse der jüdisch-amerikanischen Oberschicht in Newark und Umgebung hervor; auch Leslie Fiedler, selber in Newark aufgewachsen, betonte, Roth habe ihm mit seinem Werk die Erinnerung an seine eigene Kindheit zurückgebracht. Diese Kritiker, alle selber Juden, sahen bei Roth nicht nur ein individuell herausragendes literarisches Talent, sondern betrachteten ihn mit seinem Werk zugleich als gewichtige Stimme in der jüdisch-amerikanischen Literatur der Moderne.
Der renommierte deutsche Literaturwissenschaftler Hubert Zapf sah Goodbye, Columbus in seinem Standardwerk zur amerikanischen Literaturgeschichte als Roths „grandioses Erstlingswerk“, das seinen nachfolgenden Höhepunkt in Portnoy’s Complaint finde. In Goodbye, Columbus gebe Roth jüdische Religionspraktiken der Lächerlichkeit preis, was ihm zwar „die vehemente Kritik der jüdischen Gemeinde“, jedoch auch „das Lob der Literaturwissenschaften“ eingetragen habe.
Goodbye, Columbus lieferte 1969 die Grundlage für eine Verfilmung von Larry Peerce unter dem gleichnamigen Titel mit Richard Benjamin als Neil Klugman und Ali MacGraw als Brenda Patimkin in den Hauptrollen; die deutsche Fassung erschien im gleichen Jahr unter dem Titel Zum Teufel mit der Unschuld.

## Aktuelle Ausgabe
- Goodbye, Columbus. Ein Kurzroman und fünf Stories. Deutsch von Herta Haas. Hanser, München 2010, ISBN 978-3-446-23065-1.

## Sekundärliteratur
- Heiner Bus: Philip Roth · Jüdische Tradition als Irritation und Ausweg aus der Krise. In: Hubert Zapf (Hrsg.): Amerikanische Literaturgeschichte. 2. akt. Auflage, Metzler, Stuttgart / Weimar 2004, ISBN 3-476-02036-3, S. 448–451.
- Thomas David: «Goodbye, Columbus … goodbye». In: Thomas David: Philip Roth. Rowohlt, Reinbek bei Hamburg 2013, ISBN 978-3-499-50578-2, S. 38–45.
- Eric Koch: Roth’s Goodbye, Columbus. In: Tamarack Review, 13, 1959, S. 129–132.
- Gottfried Krieger: Philip Roth. In: Martin Christadler (Hrsg.): Amerikanische Literatur der Gegenwart in Einzeldarstellungen (= Kröners Taschenausgabe. Band 412). Kröner, Stuttgart 1973, ISBN 3-520-41201-2, S. 129–154, hier vor allem S. 129–132 und S. 136.
- Franz Link: “Goodbye, Columbus”, 1959. In: Franz Link: Amerikanische Erzähler seit 1950 · Themen · Inhalte · Formen. Schöningh, Paderborn 1993, ISBN 3-506-70822-8, S. 136–138.